# Kill Bill : Volume 1
Série Kill Bill
Kill Bill : Volume 2
(2004)
Pour plus de détails, voir Fiche technique et Distribution.
Kill Bill : Volume 1 (Kill Bill: Vol. 1) est un film américano-hongkongais réalisé par Quentin Tarantino, sorti en 2003.
Conçu à l'origine comme un seul film, il a été séparé en deux parties en raison de sa longueur (environ quatre heures pour les deux volets réunis) pour former un diptyque. Kill Bill : Volume 2 sort ainsi quelques mois plus tard en 2004. La vengeance est le thème principal de ce film, qui comporte de nombreux hommages au cinéma hongkongais d'arts martiaux, au chanbara japonais, aux films d'exploitation et au western spaghetti. L'histoire est présentée selon un style de narration non linéaire.

## Synopsis
Dans la petite chapelle de Two Pines perdue au milieu du désert, à El Paso (Texas), alors que se déroule la répétition d'une cérémonie de mariage, des assassins surgissent et tirent impitoyablement et sans raison apparente sur toutes les personnes présentes. La Mariée, qui est enceinte, survit à ses blessures mais sombre dans le coma. Toutefois, la Mariée n'est pas une personne ordinaire. Autrefois tueuse à gages et combattante hors pair, elle appartenait à une organisation secrète, le Détachement International des Vipères Assassines, dans lequel chaque membre porte le nom d'une espèce de serpent. Sortant du coma quatre années plus tard, elle n'a plus qu'un seul but, se venger de ses anciens complices, dans lesquels elle a reconnu les assassins de Two Pines, et surtout, tuer Bill, leur chef, qui est également le père de l'enfant qu'elle portait et qu'elle croit avoir perdu à la suite de l'attaque dans la chapelle.
- Chapitre 1 : N°2 (Chapter One: 2)

Détail de la jaquette d'un DVD du Volume 1.

La Mariée se rend à Pasadena chez son ancienne partenaire Vernita Green, alias Mocassin cuivré, deuxième sur sa liste des cinq cibles. Celle-ci vit désormais sous l'identité de Jeanne Bell et est mariée à un médecin. Elles s'engagent dans un impitoyable combat qui est interrompu par l'arrivée de Nikki, la fille de Vernita, âgée de quatre ans et demi. Les deux femmes conviennent de reprendre leur duel plus tard dans la soirée, mais Vernita tire sur la Mariée, qui riposte en lui lançant un couteau en pleine poitrine, la tuant sur le coup. Nikki, attirée par le bruit du coup de feu, découvre la scène. La Mariée lui dit qu'elle a tué sa mère pour une bonne raison mais qu'elle comprendra si Nikki vient se venger d'elle quand elle sera plus âgée.
- Chapitre 2 : La Mariée était en sang (Chapter Two: The Blood-Splattered Bride)

Des flashbacks dépeignent ensuite l'arrivée d'un Texas Ranger sur le lieu du massacre de la chapelle texane, quatre ans et demi plus tôt. Accompagné de son fils Edgar, Earl McGraw constate que la Mariée est encore en vie.
Elle Driver, autre membre du Détachement international des vipères assassines, tente ensuite d'achever la Mariée, dans le coma à l'hôpital. Mais sa tentative est interrompue par un coup de téléphone de Bill, qui préfère annuler la mission, prétextant qu'elle mérite mieux.
Après sa sortie du coma, quatre ans plus tard, la Mariée, découvre avec horreur qu'elle n'est plus enceinte. De plus, elle comprend qu'elle été violée à de multiples reprises pendant son coma, notamment par un infirmier pervers nommé Buck. La Mariée finit par s'évader de l'hôpital. Elle trouve refuge dans le pick-up de Buck, la Pussy Wagon. Elle y reste jusqu'au moment où elle réussit à faire bouger ses pieds.
- Chapitre 3 : Les Origines d'O-Ren (Chapter Three: The Origins of O-Ren)

La Mariée décide alors de se venger de ses anciens complices qui ont tué sans pitié son fiancé et l'enfant qu'elle portait. Elle établit une liste des cinq personnes qu'elle doit tuer : O-Ren Ishii, Vernita Green, Budd, Elle Driver et Bill. Sa première cible est donc O-Ren, alias Mocassin d'eau, qui est entre-temps devenue la reine de la pègre de Tokyo. Une séquence animée raconte l'histoire d'O-Ren Ishii en quatre parties : O-Ren à neuf ans assistant à l'exécution de ses parents, à onze ans lors de sa vengeance, à vingt ans quand O-Ren est une tueuse déjà reconnue sur le plan international, et lors du massacre de la chapelle. À la fin du chapitre, la Mariée arrive enfin à bouger ses pieds et à prendre la route.
- Chapitre 4 : L'Homme d'Okinawa (Chapter Four: The Man from Okinawa)

La Mariée commence par se rendre sur l'île d'Okinawa, où elle persuade Hattori Hanzo, célèbre forgeron désormais retraité, de lui forger un katana. Celui-ci accepte, convaincu que sa quête de vengeance contre Bill et ses sbires est noble. Ce sabre met un mois à être forgé.
- Chapitre 5 : Bataille rangée à la Villa aux Feuilles Bleues (Chapter Five: Showdown at House of Blue Leaves)

Depuis le massacre de la chapelle, O-Ren Ishii est devenue la cheffe incontestée du crime organisé à Tokyo, accompagnée de sa lieutenante, Sofie Fatale, également présente le jour du massacre d'El Paso. La Mariée se rend ensuite à Tokyo où elle affronte dans un restaurant-club musical la garde rapprochée d'O-Ren Ishii, et notamment sa garde du corps personnelle : Gogo Yubari, armée d'un manriki gusari modifié, et enfin, peu après, tout le gang d'O-Ren Ishii, « les 88 fous ». Elle tue ou blesse gravement tous ses adversaires, sauf un adolescent qu'elle frappe avec son katana. Elle affronte ensuite O-Ren Ishii dans un duel au katana qu'elle finit par remporter en scalpant son adversaire. La Mariée interroge Sofie Fatale à qui elle a coupé un bras, pour qu'elle lui révèle où se trouvent les autres membres du Détachement International des Vipères Assassines en échange de la vie sauve. Bill demande alors à Sofie Fatale si la Mariée sait que sa fille est encore en vie. Tandis que la Mariée rend visite à la deuxième de sa liste, Vernica Green (voir le chapitre 1), le troisième de sa liste, Budd, l'attend.

## Fiche technique
- Titre original : Kill Bill: Vol. 1
- Titre français : Kill Bill : Volume 1
- Titre québécois : Tuer Bill : Volume 1
- Réalisation : Quentin Tarantino
- Scénario : Quentin Tarantino, d'après une idée de Quentin Tarantino et Uma Thurman
- Musique : RZA
- Direction artistique : Daniel Bradford, Jiuping Cao, Hidefumi Hanatani, Luyi Liu et Minoru Nishida
- Décors : David Wasco et Yohei Taneda
- Costumes : Catherine Marie Thomas et Kumiko Ogawa
- Photographie : Robert Richardson
- Son : Michael Minkler, Myron Nettinga, John Bires
- Montage : Sally Menke
- Production : Lawrence Bender, Katsuji Morishita (séquence d'animation)

Production déléguée : Bob Weinstein, Harvey Weinstein, Erica Steinberg, E. Bennett Walsh et Mitsuhisa Ishikawa (animation)
Production associée : Koko Maeda et Dede Nickerson
Assistant production : Kwame Parker
- Sociétés de production[1] :
  - États-Unis : Miramax Films, A Band Apart et Super Cool ManChu
  - Hong Kong : Shaw Brothers
- Sociétés de distribution :
  - États-Unis : Miramax Films
  - France : TFM Distribution
  - Canada : Alliance Atlantis Communications
  - Suisse : Ascot Elite Entertainment Group
  - Belgique : Kinepolis Film Distribution, RCV Film Distribution
- Budget : 30 millions de $[2]
- Pays d'origine :  États-Unis,  Hong Kong
- Langues originales : anglais, japonais, français
- Format[3] : couleur (DeLuxe) (Technicolor) / noir et blanc - 35 mm - 2,39:1 (Cinémascope) (Panavision) - son DTS | Dolby Digital | SDDS
- Genre : action, drame, thriller, arts martiaux
- Durée : 111 minutes
- Dates de sortie[4] :
  - États-Unis, Canada : 10 octobre 2003
  - Hong Kong : 16 octobre 2003
  - Belgique : 29 octobre 2003
  - France, Suisse romande : 26 novembre 2003
- Classification[5] :
  -  États-Unis : Interdit aux moins de 17 ans (certificat #40294) (R – Restricted) [Note 1].
  -  Hong Kong : Interdit aux moins de 18 ans (III - Catégorie Trois).
  -  France : Interdit aux moins de 16 ans (visa d'exploitation no 109344 délivré le 26 novembre 2003)[6],[7],[Note 2].

## Distribution
- Uma Thurman (VF : Odile Cohen ; VQ : Nathalie Coupal) : Beatrix Kiddo, alias la Mariée / Black Mamba
- Lucy Liu (VF : Laëtitia Godès ; VQ : Anne Dorval) : O-Ren Ishii, alias Cottonmouth
- Vivica A. Fox (VF : Mylène Wagram ; VQ : Marika Lhoumeau) : Vernita Green, alias Copperhead
- Daryl Hannah (VF : Tina Sportolaro ; VQ : Hélène Mondoux) : Elle Driver, alias California Mountain Snake
- David Carradine (VF : François Marthouret ; VQ : Denis Mercier) : Bill, alias Snake Charmer
- Michael Madsen (VQ : Pierre Auger) : Budd, alias Sidewinder
- Julie Dreyfus (VF : Caroline Ducey) : Sofie Fatale
- Chiaki Kuriyama : Gogo Yubari
- Sonny Chiba (VF : Hiro Uchiyama ; VQ : Benoît Marleau) : Hattori Hanzo
- Gordon Liu : Johnny Mo
- Jun Kunimura : Boss Tanaka
- Akaji Maro : Boss Ozawah
- Michael Parks (VF : Claude Brosset ; VQ : Aubert Pallascio) : le Texas Ranger Earl McGraw
- James Parks (VF : Bernard Bouillon ; VQ : Denis Michaud) : Edgar McGraw, le fils du ranger
- Michael Bowen (VF : Boris Rehlinger ; VQ : Sébastien Dhavernas) : Buck
- Jonathan Loughran : le camionneur avec Buck
- Kenji Ōba (VF : Kentaro) : le serveur chauve du bar à sushis
- The 5.6.7.8's : elles-mêmes
- Yoshiyuki Morishita : l'homme d'affaires à Tokyo
- Hikaru Midorikawa : Pretty Riki (voix dans la séquence d'anime)

Sources doublage : VoxoFilm (VF) et doublage.qc.ca (VQ)

## Production

### Genèse et développement
Les origines de Kill Bill remontent au tournage de Pulp Fiction, au cours duquel Quentin Tarantino et Uma Thurman ébauchent l'idée d'un film où elle jouerait une criminelle cherchant à se venger après avoir été laissée pour morte en robe de mariée. Après la sortie de Jackie Brown, Tarantino s’octroie une longue pause et commence à travailler sur le scénario d'Inglourious Basterds. Mais, après avoir revu Uma Thurman, il décide d'accorder la priorité à un projet avec elle et écrit le scénario de Kill Bill. La période d'écriture couvre pratiquement toute l'année 2000 et Tarantino regarde pendant cette période au moins un film de kung fu par jour ainsi que de nombreux anime et films de chanbara. Le tournage doit initialement commencer en 2001 et certains décors commencent même à être construits. Mais, pendant le festival de Cannes 2001, Uma Thurman annonce à Quentin Tarantino qu'elle est enceinte. Le réalisateur décide de repousser le tournage car il souhaite à tout prix qu'elle interprète le personnage principal. Uma Thurman accouche en janvier 2002 et commence l'entraînement au maniement du katana début mars.
Il est prévu au départ que Kill Bill ne forme qu'un seul film mais, pendant la phase de montage et en raison des difficultés rencontrées pour couper des scènes afin que le film soit ramené à une longueur raisonnable, le producteur Harvey Weinstein propose à Tarantino de sortir le film en deux parties. Parmi les scènes que Tarantino aurait dû couper figurent notamment la séquence en anime, l'entraînement de la Mariée avec Pai Mei et sa rencontre avec Esteban Vihaio. Tarantino accepte avec enthousiasme et la décision de sortir deux films est prise en juillet 2003.

### Attribution des rôles
Uma Thurman est attachée dès le départ au projet, même si le nom de Patricia Arquette aurait été évoqué lors de l'annonce de la grossesse et l'indisponibilité d'Uma Thurman.
Warren Beatty est initialement choisi pour jouer le rôle de Bill. Cependant, il se désengage après le report du projet lié à la grossesse d'Uma Thurman. C'est d'ailleurs lui qui a conseillé Tarantino de le remplacer par David Carradine. Le rôle aurait par ailleurs été proposé à plusieurs acteurs comme Jack Nicholson, Kurt Russell, Mickey Rourke ou encore Burt Reynolds. Kevin Costner est également sollicité pour le rôle, mais il refuse pour pouvoir tourner Open Range.
Quentin Tarantino voulait initialement s'offrir le rôle de Pai Mei, mais préfère choisir Gordon Liu pour se concentrer sur la réalisation.
Quentin Tarantino voulait initialement confier à Michael Madsen le rôle de Johnny Mo. Ce dernier sera finalement incarné par Gordon Liu, alors que Michael Madsen campe Budd (dont le prénom est un hommage à un réalisateur très apprécié par Quentin Tarantino, Budd Boetticher).
Grand fan du film Battle Royale, Quentin Tarantino engage Chiaki Kuriyama pour le rôle de Gogo Yubari. Par ailleurs, il choisit Jun Kunimura après l'avoir vu dans Ichi the Killer.

### Tournage

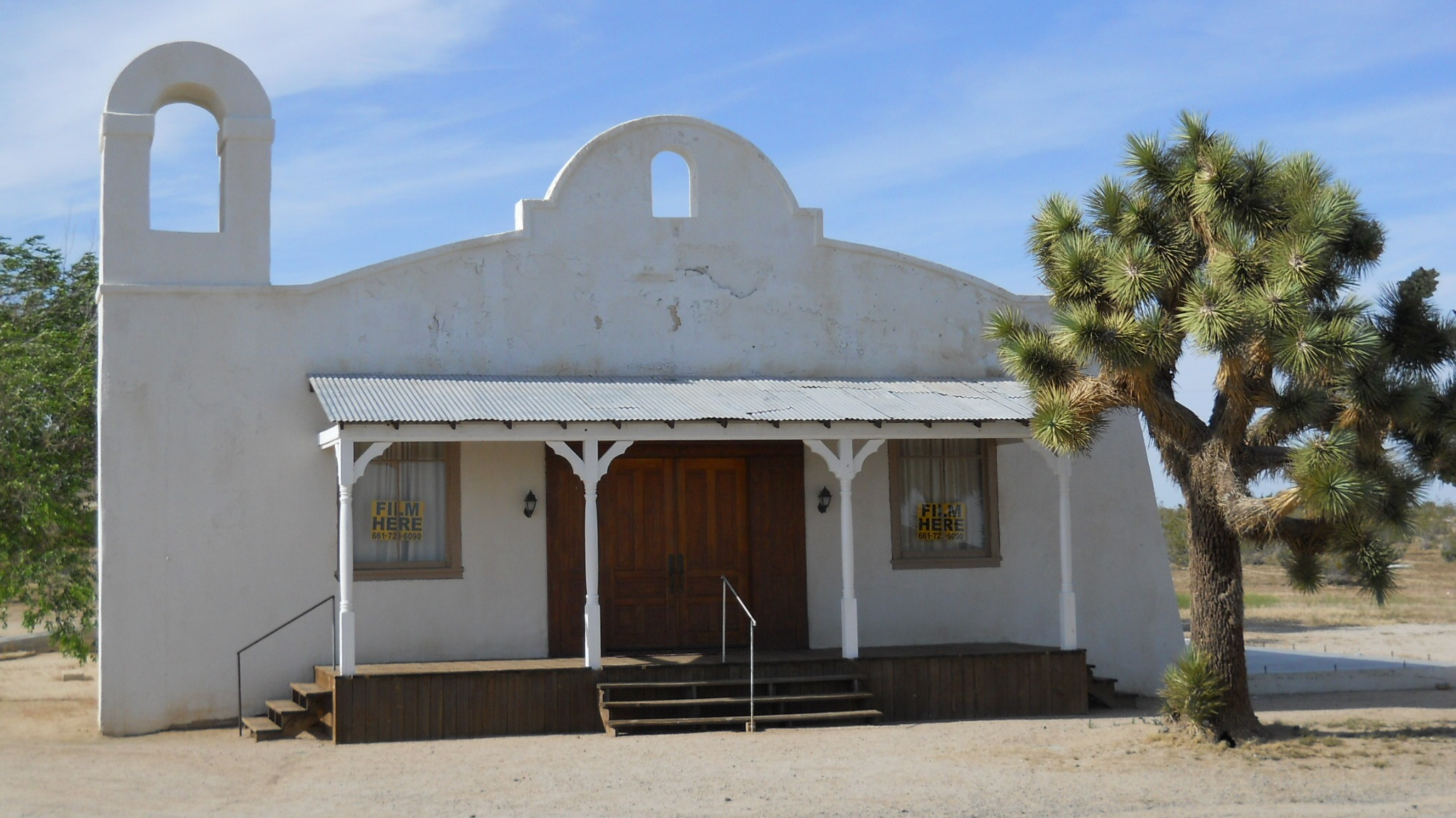
L'église, située dans le désert des Mojaves près de Lancaster (Californie), ayant servi de lieu de tournage pour la chapelle de Two Pines.

Le tournage du film débute au mois de juin en Chine, pour les scènes avec Pai Mei mais aussi les intérieurs d'Okinawa et de la « Villa des feuilles bleues » (House of Blue Leaves), notamment dans les Beijing Film Studio. Il se poursuit après l'été au Japon. Il se termine avec un retour en Amérique, au nord de Los Angeles et sur la côte ouest du Mexique,, s'étendant finalement sur 155 jours. Les scènes de combats d'arts martiaux sont chorégraphiées par Yuen Woo-ping (Matrix, Tigre et Dragon…), qui apprend aux acteurs à travailler avec des câbles. Il faut huit semaines pour tourner les 20 minutes de combat à la « Villa des feuilles bleues », l'ambition du réalisateur étant de « tourner une scène qui devrait être la plus grande jamais réalisée dans ce genre de film ». Tarantino explique à ce sujet que le défi le plus considérable qu'il a dû relever pour la première partie du film est de devenir un véritable réalisateur de films d'action.
La partie traitant des origines d'O-Ren Ishii, qui dure plus de sept minutes à partir de la première demi-heure du volume 1, est présentée en anime japonais, faite par la société japonaise Production I.G (qui s'est notamment occupée de Ghost in the Shell) et dessinée avec un crayonné tremblotant donnant un ton particulier. Quentin Tarantino écrit un scénario très détaillé de la séquence animée et travaille en collaboration avec les animateurs de Production I.G sur le storyboard.

## Bande originale
Bandes originales par Quentin Tarantino
Jackie Brown
(1997) Kill Bill vol. 2
(2004)
Pour Kill Bill volume : 1, Quentin Tarantino utilise pour la première fois de la musique originale. Le rappeur-producteur du Wu-Tang Clan RZA compose plusieurs morceaux et produit l'album. Alors qu'il devait initialement composer la majeure partie du film, Quentin Tarantino a préféré utiliser principalement des morceaux déjà existants, comme pour ses films précédents. RZA explique avoir aidé le réalisateur à rassembler et organiser la bande son du film, plutôt qu'à réellement composer la bande originale. Il est malgré tout présent sur l'album avec notamment le titre Ode to Oren Ishii, qui reprend Sette note in nero de Vince Tempera (tiré de L'Emmurée vivante).
Liste des titres
1. Nancy Sinatra – Bang Bang (My Baby Shot Me Down) (1966)
2. Charlie Feathers – That Certain Female
3. Luis Bacalov – The Grand Duel - (Parte Prima)
4. Bernard Herrmann – Twisted Nerve
5. Lucy Liu et Julie Dreyfus – Queen of the Crime Council
6. The RZA – Ode to Oren Ishii
7. Isaac Hayes – Run Fay Run
8. Al Hirt – Green Hornet
9. Tomoyasu Hotei – Battle Without Honor or Humanity
10. Santa Esmeralda – Don't Let Me Be Misunderstood
11. The 5.6.7.8's – Woo Hoo
12. The RZA – Crane / White Lightning
13. Meiko Kaji – The Flower of Carnage
14. Gheorghe Zamfir – The Lonely Shepherd
15. David Carradine et Uma Thurman – You're My Wicked Life
16. Quincy Jones – Ironside (excerpt)
17. Neu! – Super 16 (excerpt)

## Accueil

### Sortie et box-office
Kill Bill, volume 1 est sorti le 26 novembre 2003. Il rapporte 180 949 045 $ dans le monde entier.
Ce premier volet a attiré dans les salles 1 877 178 spectateurs en France, 248 752 en Belgique, 238 612 au Québec et 199 147 en Suisse.

### Accueil critique
Le volume 1 de Kill Bill a recueilli 85 % de critiques positives, avec un score moyen de 7,7/10 et sur la base de 239 critiques collectées, sur le site Internet Rotten Tomatoes, et a obtenu une note de 69/100, sur la base de 43 critiques, sur Metacritic.

## Distinctions
Entre 2003 et 2020, Kill Bill: Volume I a été sélectionné 132 fois dans diverses catégories et a remporté 29 récompenses,.

### Récompenses
- Festival international du film de Catalogne 2003 : Prix du public
- San Diego Film Critics Society Award 2003 : meilleur montage
- Saturn Awards 2004 : meilleur film d'action/aventures/thriller et meilleure actrice (Uma Thurman)
- MTV Movie Awards 2004 : meilleure actrice (Uma Thurman), meilleur combat (la Mariée contre Gogo Yubari) et meilleur méchant (Lucy Liu)
- Empire Awards 2004 : meilleur réalisateur et meilleure actrice (Uma Thurman)
- Las Vegas Film Critics Society 2004 : Sierra Award du meilleur montage

### Nominations
- Prix du cinéma européen 2003 : Prix Screen International
- Golden Globes 2004 : meilleure actrice (Uma Thurman)
- Saturn Awards 2004 : meilleur réalisateur, meilleur scénario, meilleur second rôle masculin (Sonny Chiba) et meilleur second rôle féminin (Lucy Liu)
- BAFTA Awards 2004 : meilleure actrice (Uma Thurman), meilleure musique, meilleur montage, meilleur son, meilleurs effets visuels
- Satellite Awards 2004 : meilleur scénario, meilleurs décors, meilleur son et meilleurs effets visuels
- Empire Awards 2004 : meilleur film et meilleure scène de l'année (pour la scène de The House of the Blue Leaves)

## Analyse

### Inspirations
Les deux films ont des ambiances différentes mais sont animés d'un esprit commun. Tarantino affirme qu'il y a six genres cinématographiques qui sont les principales inspirations de Kill Bill : chanbara, films de kung fu, gore, films épiques, western spaghetti et anime.
Le premier volume est un hommage avoué au chanbara, les films de sabre japonais, et est notamment très fortement inspiré, à travers le personnage d'O-Ren Ishii, de Lady Snowblood (1973),. Il est aussi inspiré par les séries d'action asiatiques des années 1970 (notamment La Rage du tigre) et il y a également des références directes à la série Baby Cart tirée du manga Lone Wolf and Cub. L'idée d'inclure une séquence animée pour la séquence animée de l'enfance d'O-Ren Ishii dans le volume 1 a été inspirée à Tarantino par le film indien Aalavandhan (2001), où les scènes de violence sont représentées en séquences animées,, l'animation ayant pour but d'atténuer la violence et l'effusion de sang de la scène. Lors du combat de la « Villa des feuilles bleues », la Mariée porte une combinaison jaune semblable à celle de Bruce Lee dans Le Jeu de la mort (1978) alors que les « 88 Fous » portent des masques noirs comme celui de Kato dans la série télévisée Le Frelon vert. Cette séquence, et sa chorégraphie, sont également inspirées par la dernière partie du film Hara-kiri (1962) de Masaki Kobayashi.
Le deuxième volume trouve ses sources d'inspirations dans le western spaghetti à la Sergio Leone (en allant jusqu'à reprendre dans la bande originale plusieurs thèmes musicaux d'Ennio Morricone) et dans les films de kung fu. Il y a beaucoup moins d'action et de violence que dans le premier volet, mais la psychologie et les relations entre les personnages sont plus approfondies.
Parmi les autres références de Kill Bill se trouve La mariée était en noir de François Truffaut, sorti en 1968, bien que Tarantino affirme ne pas avoir vu ce film. Dans ce film français, une femme voit son mari mourir le jour de leur mariage sous ses yeux, tué par une bande de cinq amateurs. Plusieurs années après, elle décide de se venger en retrouvant ces cinq personnages et en les tuant un par un, elle a une liste elle aussi dont elle raye les noms au fur et à mesure. Une autre inspiration a été le film suédois Crime à froid (1974), histoire de la vengeance d'une femme muette et borgne, personnage qui a servi d'inspiration pour celui d'Elle Driver dans Kill Bill,. La tuerie lors d'un mariage prétexte à une vengeance se retrouve dans le film hongkongais Noces de feu (Queen's High, 1992).

### Un film féministe?
Reservoir Dogs, le premier film de Tarantino, est entièrement masculin alors que Kill Bill est « un film dans lequel il n'y a que des femmes (ou presque) et où l'homme est détenteur d'un pouvoir vraiment malveillant qu'il faut détruire à tout prix ». Dans le monde de Kill Bill, les femmes ne sont pas le sexe faible mais « ont exactement les mêmes instincts prédateurs et chasseurs que les hommes, le même désir qui les pousse à tuer ou être tuées ».
Au tout début du film, l'héroïne est montrée dans une position de faiblesse extrême, alors que l'arrivée de l'antagoniste principal est annoncée au rythme de claquements de bottes qui représentent « la sécurité, le contrôle et la domination masculine ». Cette scène initiale est à mettre en parallèle avec celle de l'arrivée du shérif sur les lieux du massacre qui met l'accent sur sa « virilité machiste » et sa maîtrise de soi. La rébellion féminine contre cette domination est annoncée par le crachat involontaire de la Mariée sur le visage du shérif qui révèle qu'elle est encore en vie. Lorsque la Mariée sort du coma, cette rébellion contre le pouvoir masculin commence immédiatement avec le double meurtre de l'infirmier qui vendait son corps à des pervers sexuels et de l'un de ces pervers avant de se poursuivre par la prise de possession du sabre, que Bill caresse dans une scène comme s'il se livrait à la masturbation et qui représente le pouvoir phallique qu'il faut conquérir puis exorciser.
O-Ren Ishii, l'antagoniste qui dans le film attire le plus la sympathie par son destin tragique dès l'enfance et les épreuves qu'elle a dû endurer, a droit elle aussi à sa vengeance sur les assassins de ses parents et prend le pouvoir au patriarcat représenté par la société traditionaliste des yakuzas par une « exhibition de force et de férocité typiquement masculines ». « Le fait de développer son histoire à travers une animation est une façon de rendre irréelle sa dérive vers le Mal » mais elle n'en reste pas moins une figure de « féminité dévoyée » que la Mariée doit éliminer pour arriver jusqu'à Bill.
L'élément masculin, présent seulement en filigrane lors de la première partie, fait son entrée en scène dans la deuxième avec l'apparition enfin en entier de Bill, qui envoûte par deux fois la Mariée avec sa flûte, autre symbole phallique, et va perdre progressivement sa puissance et s'effacer « pour finalement laisser la mariée reprendre à la fin son rôle de mère ». Après son triomphe sur sa rivale Elle Driver (qui s'est elle-même chargée d'éliminer Budd, figure de « masculinité compromise ») au cours d'une lutte ayant pour enjeu la possession du sabre phallique, la Mariée se libère de son aspect masculin en réfutant la nature meurtrière qu'elle a en commun avec Bill et en embrassant son rôle de mère. À la fin, Bill meurt par l'explosion de son cœur, tout un symbole qui démontre qu'il n'a pas réussi « à se soustraire à la faiblesse et aux remords, à la tendresse et aux sentiments qui sont l'essence de ce qui fait de nous des êtres humains » et laisse la Mariée et sa fille seules en scène.

### Un film sexiste?
Sans nier l'importance de montrer un personnage féminin fort à l'écran ni les qualités du film, plusieurs auteurs interrogent plus en profondeur les représentations qu'il véhicule, et notamment la récurrence de la violence faite aux femmes dans les films de Quentin Tarantino,.
Un des points principaux de ces critiques dans Kill Bill est l'utilisation du viol comme « déclencheur et moteur émotionnel du parcours de l'héroïne ». Le premier volume la montre victime d'un viol alors qu'elle est dans le coma à l'hôpital. Cette agression n'est pas nécessaire au récit, la principale motivation de la Mariée étant sa vengeance envers Bill. Cela permet au film de se conformer un cliché très répandu au cinéma : les femmes doivent d'abord être battues pour devenir fortes,.
Comme de nombreux autres films que l'on peut classer dans le genre du « rape and revenge »,, Kill Bill ne s'intéresse pas à la façon dont les agressions sexuelles affectent les femmes. Au contraire, il fétichise le viol en l'utilisant comme élément déclencheur dans la narration, rapprochant le film du « torture porn ». Pour autant, Kill Bill échappe à une partie des clichés du « rape and revenge » : la Mariée n'est par exemple jamais montrée en sous-vêtements.
Le traitement de la Mariée est ainsi paradoxal : elle est forte parce qu'elle est d'abord montrée comme une victime,. C'est sa souffrance, causée par les hommes, qui est le moteur de sa vengeance.
À titre de comparaison et par contraste, dans Django Unchained (2012), Tarantino ne montre que très peu les effets des traumas de l'esclavagisme sur le personnage joué par Jamie Foxx.
L'attitude de Tarantino lui-même sur le tournage de Kill Bill peut également poser question. Outre l'accident qu'a subi Uma Thurman après l'insistance du réalisateur à ce qu'elle conduise le coupé bleu, il a lui-même joué les scènes les plus violentes et humiliantes pour l'actrice : il lui a craché au visage à la place de Michael Madsen (Budd), et l'a étranglée avec une chaîne à la place de Chiaki Kuriyama (Gogo),.
On peut également s'interroger sur la représentation même de la Mariée, celle-ci mêlant à un corps hyperféminin une psychologie codée comme masculine : « son appropriation d’outils et d’affects habituellement articulés à la masculinité (le sabre et la vengeance) se trouve chapeautée par un système de valeurs dit féminin plaçant la maternité au centre de ses actions. » Ainsi, c'est le standard de la maternité qui est finalement l'horizon de la Mariée au dénouement de l'histoire : « la violence de Kiddo, et son potentiel de vengeance contre les agents du sexisme, est canalisée via la maternité et, ainsi, rendue impuissante à menacer véritablement les opérateurs de l’hégémonie masculine. »

### Déconstruction des mythes
La chercheuse Célia Sauvage, spécialiste du cinéma américain contemporain, considère dans son ouvrage Critiquer Quentin Tarantino est-il raisonnable ? que le réalisateur a en partie bâti sa réputation sur sa capacité à ressusciter des acteurs de seconde zone, parmi lesquels David Carradine ou encore Gordon Liu : selon la chercheuse, l’aura mythique des personnages que ces acteurs incarnent est constamment déconstruite. Cette logique de déconstruction des icônes conduit à la formation d’une « armée des ombres », expression que Célia Sauvage emprunte à Philippe Ortoli dans son ouvrage Le Musée imaginaire de Quentin Tarantino. Ce dernier analyse la portée référentielle qui surplombe les personnages : « Cet horizon de fantômes, c’est le contexte même des films de Tarantino, leur arrière-plan référentiel, ce qui contient et étouffe les personnages, puisqu’il les place dans une généalogie sans assignation d’origine et de modèle précis, mais avec la certitude qu’ils peuvent échapper au destin qui consiste à ressembler à quelqu’un. »
Si Quentin Tarantino avait envisagé d’interpréter le rôle de Pai Mei dans le deuxième volume de Kill Bill, il l’a finalement confié à Gordon Liu, icône de la tradition du kung fu pian. Ce genre cinématographique, qui a eu ses heures de gloires dans les années 1960-1970, est un véritable « réservoir d’ombres » pour le réalisateur. Pai Mei est un personnage archétypal : c’est le vieux maître d’arts martiaux, respecté de ses élèves et résistant aux poids des années et des combats. Mais projeté dans l’univers de Tarantino, Pai Mei devient une figure fantomatique vulnérable. Le personnage semble avoir subi les années d’oubli et sa première apparition à l’écran annonce un changement esthétique dans le film : les couleurs de l’image sont beaucoup plus ternes et grisâtres et le temple de Pai Mei semble à l’abandon, ce qui tranche avec les représentations majestueuses des films de kung-fu des années 1970. Célia Sauvage considère que le personnage d’Hattori Hanzo, dans le premier volume de Kill Bill, s’inscrit dans une logique de démythologisation similaire : héros de la série télévisée Shadow Warriors, le personnage serait également la figure d’un passé cinématographique révolu. Alors que la Mariée lui demande de lui créer un sabre sur mesure, Hattori Hanzo est présenté à l’écran dans un environnement très différent de celui de son passé héroïque : propriétaire d’un restaurant japonais, il occupe son quotidien en servant des sushis aux touristes, aux côtés d’un collègue incompétent. Les figures cinématographiques mythiques apparaissent ainsi comme vouées au trivial. À cela, Célia Sauvage ajoute qu’il n’y a pas de passation de pouvoir chez Tarantino car la déconstruction des mythes n’en crée pas de nouveaux.

## Sortie vidéo

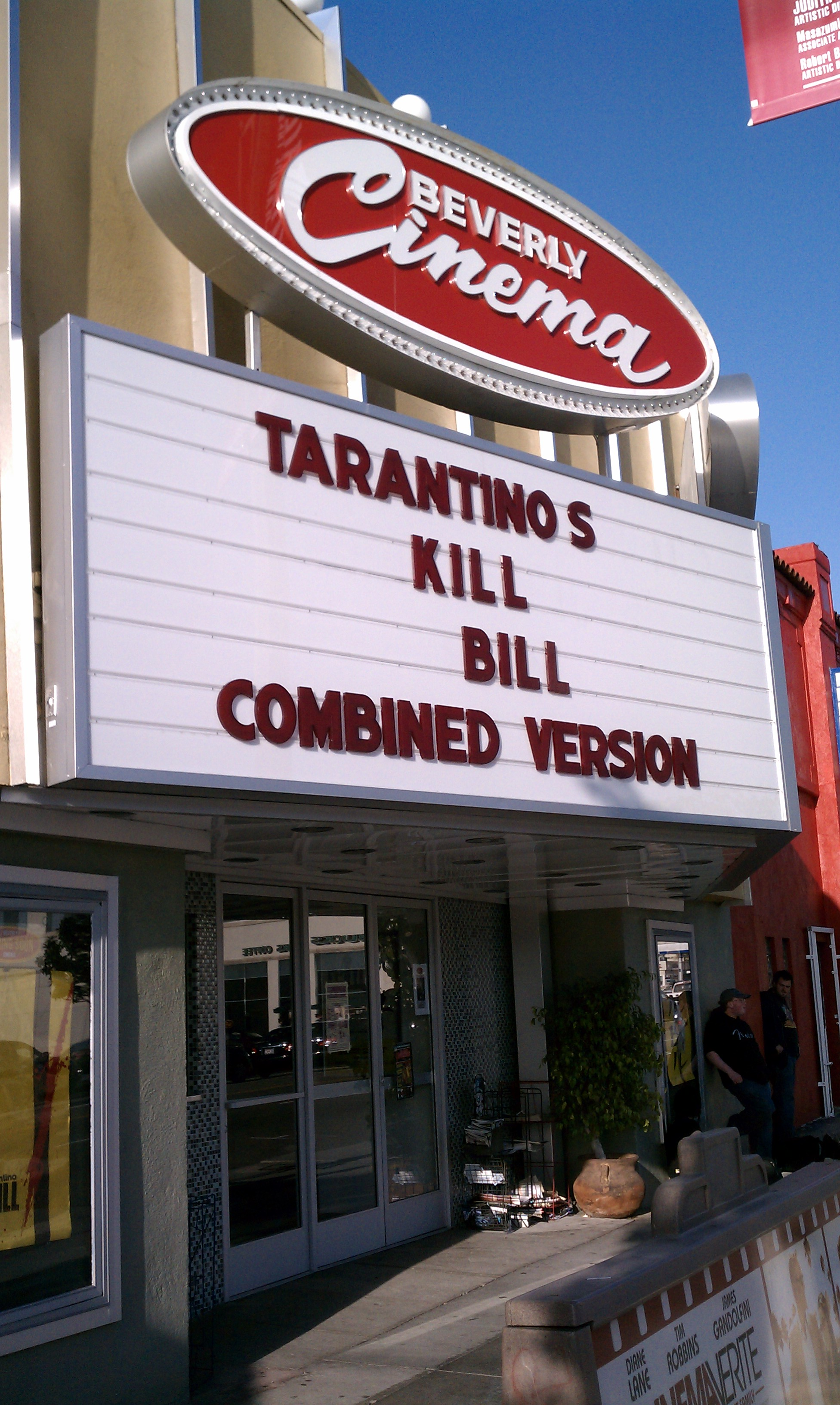
En mars 2011, la version combinée du festival de Cannes 2004 est diffusée dans le cinéma de Los Angeles The New Beverly, racheté par Quentin Tarantino en 2007.

Chacun des deux films a fait l'objet d'un DVD séparé et il existe un coffret de luxe, intitulé Kill Bill: vol. I & II, réunissant les deux films, deux DVD de bonus, les bandes originales des deux films (deux CD audio) ainsi qu'un livret de cent pages et quelques photographies tirées du film.
Le DVD japonais contient la version intégrale et non coupée de Kill Bill: vol. I (4 à 5 minutes en plus par rapport à la version française), où le combat entre la Mariée et les 88 Fous est en couleur. Des plans grand-guignolesques supplémentaires sont présents et le calvaire de Sofie Fatale dans le coffre est plus morbide. Enfin, un coffret japonais limité à 30 000 exemplaires regroupe la version japonaise de Kill Bill: vol. I, un tee-shirt représentant la Mariée, une figurine Be@rbrick de la Mariée, un sabre miniature Hattori Hanzo avec socle de support, une affiche, etc. Un coffret similaire fut réalisé pour le second volume.